# غنوسطية

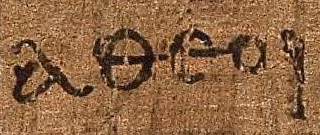

الغنوسطية هي الموقف الذي يقترح تعريفًا ثابتًا للألوهية، والتي ينبغي ضبطها وتعريفها قبل مناقشة مسألة وجودها. وإذا كان التعريف المختار غير متسق، فإن اللاأدري سوف يدافع عن منظور عدم الإدراك الإلهياتي عن تلك الجملة غير المفهومة أو التي لا يُمكن إثباتها. يتساءل الغنوسطي عن ماذا يُفهم بوجود إله، وحال الوصول إلى إجابة وافية، فإنه يبدأ بالتحقق من وجود إله من عدمه.
يولي هذا الموقف الفلسفي أهمية ملموسة لمفهوم الإله مع بعض المفاهيم الألوهية الأخرى، قبل الجدال عن احتمالية وجود الإله من عدمه مثل المدارس الإلهوية والميتافيزيقية الأخرى على سبيل المثال. وجاء لفظ غنوسطية لأول مرة مع الحاخام شيرون وين، مؤسس اليهودية الإنسانية.
واعتبر بعض الفلاسفة مثل ألفرد آير وثيودور درانج وآخرون أن الإلحاد واللاأدرية يتعارضا مع الغنوسطية، حيث أنهما يقبلان بوجود إله، هو اقتراح ذو مغزى يمكن الاتفاق عليه أو ضده.